# Acanthocyclops
Acanthocyclops é um género de artrópode da família Cyclopidae.

## Espécies
Este género contém as seguintes espécies:
- Acanthocyclops hypogeus